# Polystachya pseudodisa
Polystachya pseudodisa är en orkidéart som beskrevs av Friedrich Fritz Wilhelm Ludwig Kraenzlin. Polystachya pseudodisa ingår i släktet Polystachya och familjen orkidéer. Inga underarter finns listade i Catalogue of Life.